# Phyllonorycter
Phyllonorycter (лат.) — род чешуекрылых из семейства молей-пестрянок (Gracillariidae), насчитывающий около 400 видов.

## Описание
Вершина передних крыльев с темным пятном. Достоверное определение многих видов возможно только по признакам строения гениталий самцов. Вальвы треугольные или трапециевидные, в остновании иногда слиты. Длина эдеагуса равна длине вальв. Гусеницы минируют листья древесных и травянистых растений 112 родов из 31 семейств.. Мины располагаются, как правило на нижней стороне листа. Лист при этом деформируется. Реже мины формируются на верхней стороне листа. Гусеницы окукливаются в мине.

## Хозяйственное значение
Некоторые виды имеют важное хозяйственное значение как вредители в лесах и зелёных насаждений городов. Наиболее подробно изучена биология липовой моли пестрянки Phyllonorycter issikii и тополевой моли (Phyllonorycter populifoliella).

## Распространение
Род встречается во всех биогеографических областях. В мировой фауне известно 401 вид, из них в Палеарктике встречается 257 видов.

## Некоторые виды
- Phyllonorycter blancardella (Fabricius, 1781) — Плодовая нижнеминирующая моль-пестрянка
- Phyllonorycter caraganella (Ermolaev, 1986)
- Phyllonorycter cavella (Zeller, 1846)
- Phyllonorycter coryli (Nicelli, 1851) — Лещинная минирующая моль-пестрянка
- Phyllonorycter corylifoliella (Hübner, 1796) — Плодовая верхнесторонняя моль-пестрянка
- Phyllonorycter crataegella (Clemens, 1859)
- Phyllonorycter harrisella (Linnaeus, 1761)
- Phyllonorycter issikii (Kumata, 1963) — Липовая моль-пестрянка
- Phyllonorycter melanosparta (Meyrick, 1912)
- Phyllonorycter mespilella (Hübner, 1805)
- Phyllonorycter messaniella (Zeller, 1846) — Каштановая моль-пестрянка
- Phyllonorycter millierella (Staudinger, 1871)
- Phyllonorycter pyrifoliella (Gerasimov, 1933) — Яблонная нижнесторонняя моль-пестрянка
- Phyllonorycter populifoliella (Treitschke, 1833) — Тополевая нижнесторонняя моль-пестрянка
- Phyllonorycter quercifoliella (Zeller, 1839)
- Phyllonorycter ringoniella (Matsumura, 1931) — Яблонелистная моль-пестрянка
- Phyllonorycter roboris (Zeller, 1839)
- Phyllonorycter sagitella (Bjerkander, 1790) — Осиновая моль-пестрянка
- Phyllonorycter salictella (Zeller, 1846) — Вербовая минирующая моль-пестрянка
- Phyllonorycter sorbi (Frey, 1855) — Рябиновая моль-пестрянка
- Phyllonorycter turanica (Gerasimov, 1931) — Туранская моль-пестрянка
- Phyllonorycter ulicicolella (Stainton, 1851)
- Phyllonorycter ulmifoliella (Hübner, 1817) — Широколиственная моль-пестрянка
- Phyllonorycter viburni (Kumata, 1963)
- Phyllonorycter viciae (Kumata, 1963)